# Sébastien Kadio-Morokro
Sébastien Kadio-Morokro est un homme d'affaires ivoirien.

## Biographie
Le directeur général de la société de distribution de produits pétroliers Pétro-ivoire, a été élu Young CEO of the year.